# Pawel Alexandrowitsch Swedomski

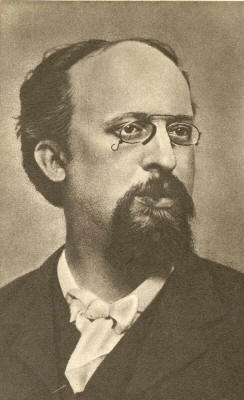
Pavel Swedomski, Foto

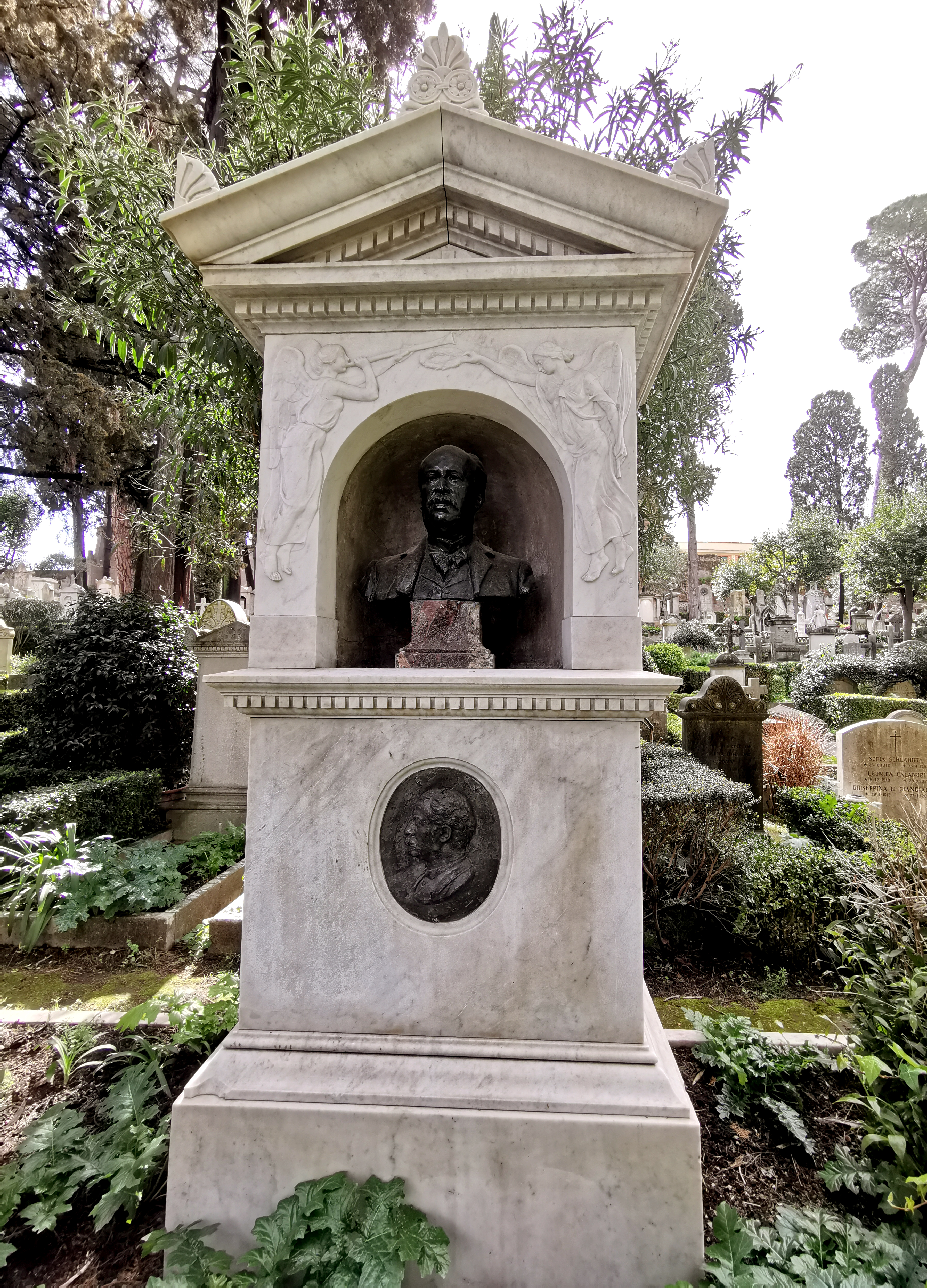
Grab der Brüder Swedomski auf dem Nichtkatholischen (Protestantischen) Friedhof Rom

Pawel Alexandrowitsch Swedomski (russisch Павел Александрович Сведомский; * 7. Juni 1849 in Sankt Petersburg, Russisches Kaiserreich; † 27. August 1904 in Rom, Italien) war ein russischer Historien-, Genre-, Porträt- und Landschaftsmaler.

## Leben
Swedomski wuchs auf dem Landsitz Sawod Michailowski seiner adeligen Familie auf, gut vierzig Kilometer außerhalb der heutigen Stadt Tschaikowski (Region Perm im Föderationskreis Wolga). Zusammen mit seinem Bruder Alexander besuchte er in den Jahren 1870/1871 die Kunstakademie Düsseldorf, wo sie von dem Kirchen- und Historienmaler Andreas Müller unterrichtet wurden. In Düsseldorf lernten sie auch die Maler Mihály von Munkácsy und Eduard Gebhardt, einen Historienmaler der Düsseldorfer Schule, kennen. 1871 wechselten sie nach München, wo sie Schüler von Carl Theodor von Piloty wurden. 1875 gingen sie für etwa zehn Jahre nach Rom. Die Sommer verbrachten sie jedoch für gewöhnlich auf dem Landsitz Sawod Michailowski. 1885 zog er nach Kiew. Sein dortiges Hauptwerk war die Ausmalung der Wladimirkathedrale, die er zusammen mit anderen Malern in den Jahren bis 1896 durchführten. Swedomski starb 1904 in Rom und wurde dort auf dem Protestantischen Friedhof beerdigt.

## Werke (Auswahl)

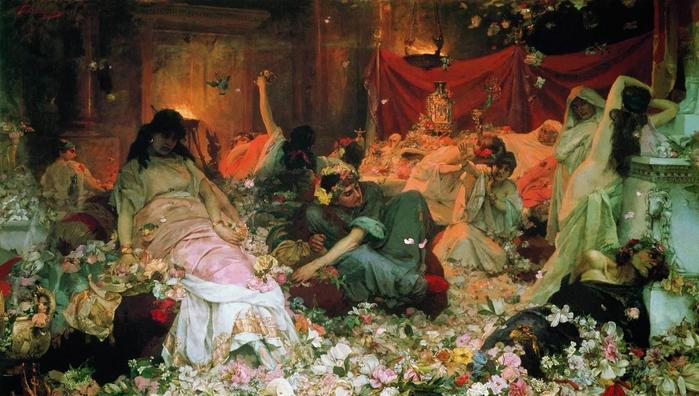
Das Blumengrab, 1886

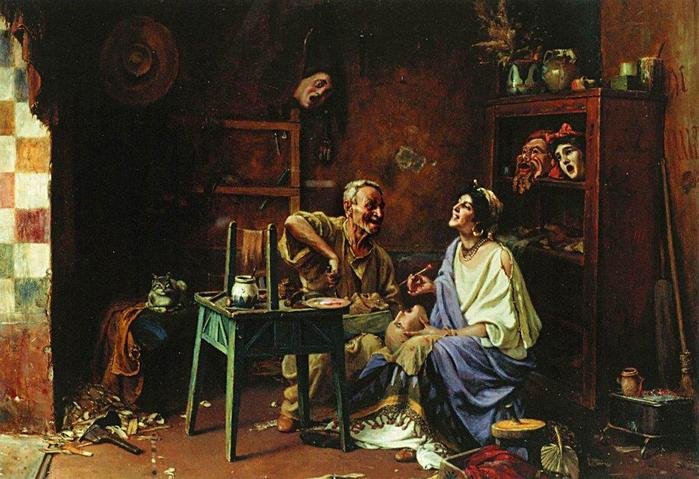
In der Maskenwerkstatt, 1894

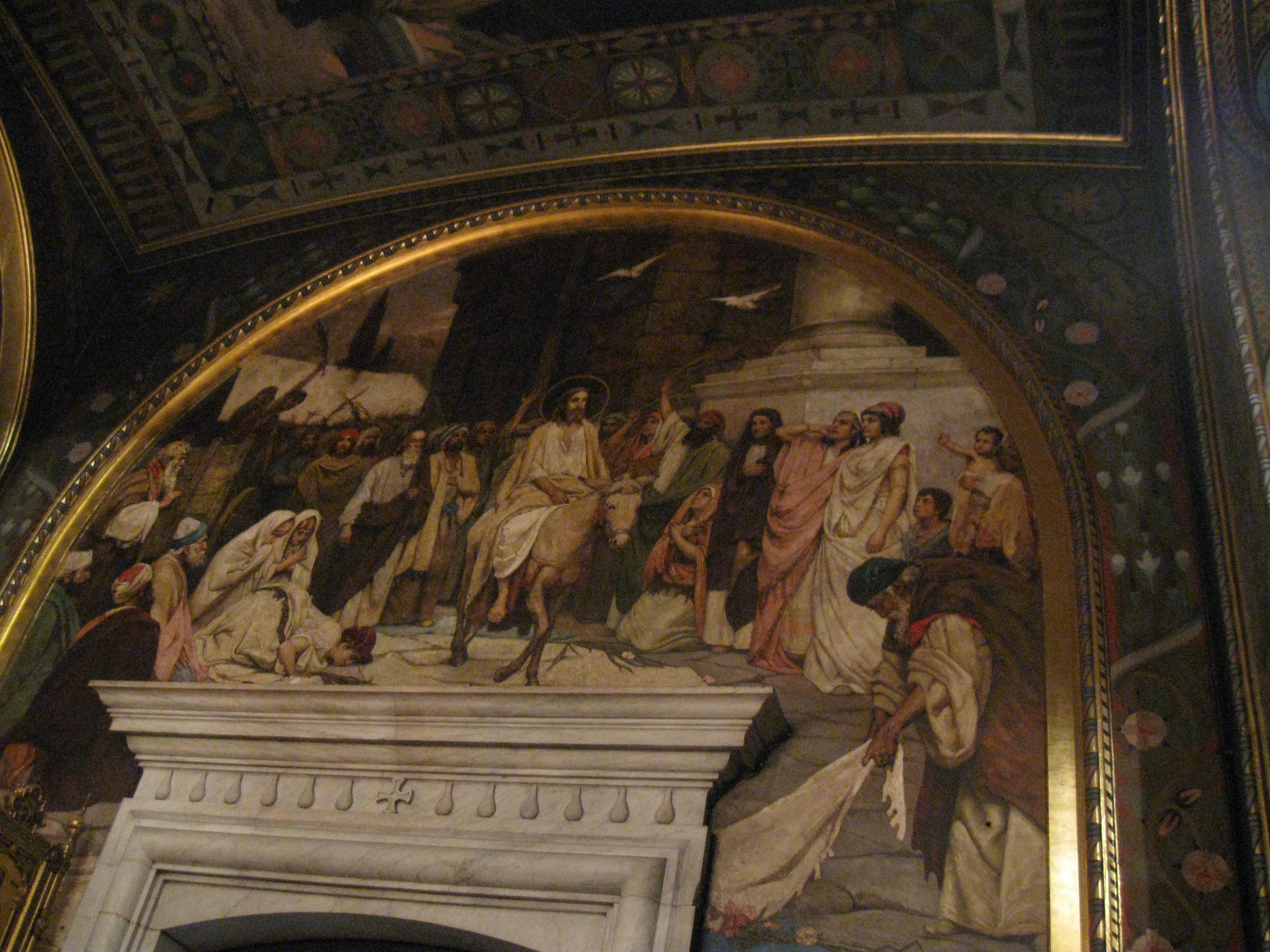
Jesu Einzug in Jerusalem, zusammen mit Wilgelm Alexandrowitsch Kotarbinski

Neben christlichen Motiven schuf Swedomski eine Reihe von Genrebildern über das Leben im antiken Rom, die den Stilrichtungen der Salonmalerei und des Akademismus zugeordnet werden können. Außerdem malte er Landschaften und Porträts.
- Medusa, 1882, Tretjakow-Galerie (Moskau)
- Das Blumengrab, 1886, Öl auf Leinwand, Nationalmuseum der russischen Kunst (Kiew)
- In der Maskenwerkstatt, 1894, Öl auf Leinwand, Tretjakow-Galerie (Moskau)
- Fulvia mit dem Haupt des Cicero, Öl auf Leinwand
- Jurodiwy, Öl auf Leinwand, Kunstmuseum der Oblast Kirowohrad
- Jesu Einzug in Jerusalem, Teil eines Freskenzyklus zum Leben Jesu in der Wladimirkathedrale (Kiew), zusammen mit Wilgelm Alexandrowitsch Kotarbinski,[2] weitere Fresken dieses Zyklus:
- Die Auferstehung des Lazarus
- Das letzte Abendmahl
- Im Garten Getsemani
- Verurteilung durch Pontius Pilatus
- Kreuzigung
- Wiederauferstehung